# Chlorid měďný
Chlorid měďný je anorganická sloučenina se vzorcem CuCl, binární chlorid mědi v nejnižším oxidačním čísle. Jedná se o bílou tuhou látku špatně rozpustnou ve vodě, avšak dobře rozpustnou v koncentrované kyselině chlorovodíkové. Nečisté vzorky jsou nazelenalé díky přítomnosti zeleného chloridu měďnatého.

## Vlastnosti

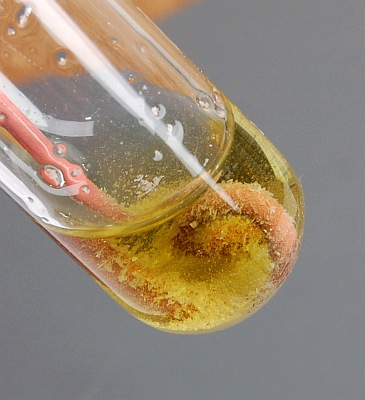
Bílé krystaly chloridu měďného na měděném drátu

Chlorid měďný je Lewisovou kyselinou, klasifikovanou podle konceptu HSAB jako „měkkou“. Proto má tendenci tvořit stabilní komplexy s měkkými Lewisovými zásadami, například trifenylfosfinem:
CuCl + P(C6H5)3 → [CuCl(P(C6H5)3)]4
Přestože se CuCl příliš nerozpouští ve vodě, rozpouští se ve vodných roztocích obsahujících vhodné donorové molekuly. Tvoří komplexy s halogenidovými ionty, například s koncentrovanou kyselinou chlorovodíkovou tvoří H3O+ CuCl2−. Podobně tvoří komplexy také s CN−, S2O32− a NH3.
Roztoky CuCl s HCl nebo NH3 pohlcují oxid uhelnatý za vzniku bezbarvých komplexů, například dimeru s chloridovým můstkem [CuCl(CO)]2. Stejný roztok s HCl reaguje také s acetylenem na [CuCl(C2H2)]. Roztok s amoniakem dává s acetylenem výbušný acetylid měďný. Komplexy CuCl s alkeny lze připravit redukcí CuCl2 oxidem siřičitým za přítomnosti alkenu v alkoholovém roztoku. Komplexy s dieny, například 1,5-cyklooktadienem, jsou zvláště stabilní:
Za nepřítomnosti jiných ligandů jsou vodné roztoky CuCl nestabilní vzhledem k disproporcionaci na měď a chlorid měďnatý. Částečně z tohoto důvodu se CuCl na vzduchu zbarvuje dozelena.

## Použití
Hlavním použitím chloridu měďného je jako prekurzor pro výrobu fungicidního oxychloridu měďnatého. Pro tento účel se CuCl generuje synproporcionací a pak se oxiduje vzduchem:
Cu + CuCl2 → 2 CuCl
6 CuCl + 3/2 O2 + 3 H2O → 2 Cu3Cl2(OH)4 + CuCl2
CuCl katalyzuje mnoho organických reakcí. Jeho afinity k oxidu uhelnatému v přítomnosti chloridu hlinitého se využívá v procesu COPureSM.

### Organická syntéza
V Sandmeyerově reakci vede působení CuCl na arendiazoniové soli ke vzniku arylchloridů, například:
Tato reakce má široký záběr a obvykle nabízí vysokou výtěžnost.

### Polymery
CuCl se používá jako katalyzátor v radikálové polymerizaci přenosem atomu (ATRP).